# Yannis Goumas
Yannis Goumas (Larissa, 24 de maio, 1975) é um ex-futebolista profissional da Grécia, que atuava como defensor.

## Carreira
Goumas Jogou toda a carreira, no Panathinaikos, começando em 1994 e se aposentou em julho de 2009. 
Após inúmeras participações pela Seleção Grega de Futebol, ele foi campeão da Eurocopa, em 2004.

## Títulos
- Eurocopa de 2004